# Бошняк, Иван
Иван Бошняк (хорв. Ivan Bošnjak; 6 февраля 1979 года, Винковцы) — хорватский футболист, игравший на позиции центрального нападающего. Двукратный чемпион Хорватии, обладатель Кубка Хорватии и Кубка Бельгии.

## Клубная карьера
Профессиональную карьеру Бошняк начал в клубе «Цибалия», в основной команде которой он дебютировал в 1996 году. В 2000 году он удостоился титула лучшего футболиста Хорватии и перешёл в один из сильнейших хорватских клубов «Хайдук». В «Хайдуке» Бошняк провёл два сезона, в течение которых стал чемпионом Хорватии. В 2002 году он покидает чемпионат Хорватии и переходит в ливийский «Аль-Иттихад», но не проведя в его составе ни одного матча, он через год возвращается в Хорватию в «Динамо» (Загреб), в составе которого он побеждает в чемпионате и кубке страны, а также становится лучшим бомбардиром чемпионата Хорватии сезона 2005/06. В дальнейшем Бошняк сменил ряд европейских и азиатских клубов, нигде не задерживаясь более чем на 3 сезона. В общей сложности за свою карьеру Бошняк поиграл в чемпионатах 6 разных стран.

## Карьера в сборной
В составе национальной сборной Бошняк дебютировал 16 августа 2000 года в товарищеском матче со сборной Словакии. Всего в состав сборной провёл 14 матчей, в которых забил 1 гол. Принимал участие в чемпионате мира 2006 года.

## Достижения
«Хайдук» Сплит
- Чемпион Хорватии: 2000/01

«Динамо» Загреб
- Чемпион Хорватии: 2005/06
- Обладатель Кубка Хорватии: 2003/04

«Генк»
- Обладатель Кубка Бельгии: 2008/09

«Индивидуальные»
- Футболист года в Хорватии: 2000
- Лучший бомбардир чемпионата Хорватии: 2005/06 (22 гола)